# Amerikai psycho
Az Amerikai psycho (eredeti cím: American Psycho) Bret Easton Ellis leghíresebb regénye, melyet 1991-ben adtak ki. Magyarul először 1994-ben Bart István fordításában az Európa Könyvkiadónál jelent meg. A történetet egyes szám első személyben meséli el egy sorozatgyilkos, Patrick Bateman manhattani üzletember. 
A könyv filmváltozata 2000-ben jelent meg Christian Bale főszereplésével. A szexuális tartalom és az erőszakos cselekmények sokkal kevésbé explicit módon jelennek meg, mint a könyvben. A film többnyire pozitív kritikát kapott.

## Cselekmény
|  | Alább a cselekmény részletei következnek! |

A történet Manhattanben kezdődik 1989. április 1-jén, és az ekkor 26 éves gazdag befektetési bankár, Patrick Bateman életéből három évet fog át. A főhős mindennapjait meséli el, aki nappal a New York-i elit tagjaként él, éjjelente pedig gyilkosságokat követ el.
A regény első jelentében Bateman a Chemical Bank épületének falára firkált graffitit bámulja, ami egy idézet az Isteni színjátékból: Ki itt belépsz hagyj fel minden reménnyel.
Bateman jó családból származik, elvégezte a Philips Exeter Academy-t, a Harvardot (1984-ben), majd a Harvard Business Schoolt is (1986-ban). Egy Wall Street-i befektetési cég alelnöke, és egy drága manhattani lakásban lakik az Upper West Side-on, megtestesítve az 1980-as évek yuppie kultúráját.
Bateman egyes szám első személyben meséli el kollégáival az irodában, bárokban és kávézókban, klubokban folytatott beszélgetéseit, folyamatosan szatirizálva a manhattani yuppiek felszínességét és hiúságát.
A könyv első harmada nem tartalmaz semmilyen erőszakos cselekményt, illetve csak utólag érthető utalásokat, és egyszerűen Bateman péntek esti kiruccanásainak leírása, a különféle klubok, amiket felkeresett kollégáival, ahol kokaint szippantottak és alkoholizáltak, mások ruházkodását kritizálták, divattanácsokat adtak egymásnak és kérdőre vonták egymást az etikettre vonatkozóan.
A könyv második harmadában kezdi Bateman leírni mindennapos tevékenységeit, amelyben az olyan hétköznapi cselekedetek, mint egy videó kikölcsönzése és vacsorafoglalás intézése keveredik a brutális erőszakkal elkövetett cselekményekkel. Bateman monológját ekkor szakítják meg azok a részek, amikor Bateman közvetlenül az olvasóhoz fordul és neki kritizálja a 80-as évek zenészeit, többek között a Genesist, Huey Lewis and the News-t és Whitney Houston-t. Ekkor Bateman figyelme a jómodor és az öltözködés terén keveredik vágyával, hogy normálisnak tűnjön, illetve a szexuális életének és az erőszakos cselekedetek legapróbb részleteivel is. Mindez olyan hatást kelt, mintha több oldalról tudnánk szemügyre venni Batemant, aki látszólag semmilyen belső életet nem él, annak ellenére, hogy ő a narrátor.
A hétköznapi események mellett Bateman leírja "szerelmi" életét is. Bár nem érez iránta semmilyen mély érzelmet, mégis eljegyezte Evelyn-t, egy másik yuppie-t. Ennek ellenére rendszeres szexuális kapcsolatba keveredik vonzó nőkkel (akikre a pejoratív értelmű hardbodies, kb. keményhúsú kifejezést használja), manipulálja a titkárnője érzelmeit, és kerüli Luis kollégáját, aki titokban homoszexuális és szerelmet vallott neki. Bateman leírja kapcsolatát családjával is, akiktől már elhidegült: egyszer meglátogatja szenilis anyját, akinek egy Ray-Ban Wayfarer napszemüveget visz ajándékba, miközben az félig kómásan fekszik az öregek otthonában. Öccse, Sean Bateman, egy hedonisztikus fiatal, aki félbehagyta tanulmányait (ő egyébként Ellis korábbi novellájának, A vonzás szabályainak a főszereplője).
Ahogy a könyv cselekménye halad, Bateman elveszti ellenőrzését erőszakos hajlamai felett. Az általa elkövetett gyilkosságok egyre erőszakosabbak, szadisztikusabbak, az egyszerű szurkálástól kezdve a kínzás, erőszak, csonkítás, kannibalizmus és nekrofília felé tartanak. A hétköznapiság, a normalitás álarca egyre kevésbé tartható fenn, mert beszélgetéseibe belecsempészi a sorozatgyilkosokat, és odáig jut, hogy kollégáinak bevallja cselekedeteit. Azonban minden egyes esetben a "gyónás" kontextusa mellett maga az információ elsikkad, senkinek sem tűnik fel, hogy valójában mit is mondott. Az emberek úgy reagálnak, mintha Bateman csak viccelne velük, nem hallották meg vagy éppen félreértik szavait (egyszer murders and executions (gyilkosság és kivégzés) helyett mergers and acquisitions-t értenek (vállalati összeolvadás és felvásárlás). A könyv vége felé Bateman már olyan esetekről számol be, hogy egy Cheerio cipszet látott az egyik TV showban, egy életre kelt pad követi, vagy pedig egy bankjegyautomata arra utasította, hogy etessen meg vele egy macskát.
Mint ezek az incidensek is mutatják, Bateman elmeállapota egyre súlyosabb lesz, és egyre inkább kérdéses lesz, hogy elkövette-e vajon mindazokat a gyilkosságokat, amelyeket leírt. A könyv szereplői azt sugallják, hogy Bateman visszahúzódó, félénk, érzékeny ember. Érzelmi világát legjobban az a jelenet szemlélteti, amikor szakít Evelynnel és amikor "gátolt szükségletekről" beszél a nőnek. Az viszont nem derül ki, hogy ezzel arra utal-e, hogy nem tud szeretni és a szeretetet elfogadni, vagy sem. A könyv vége felé meglátogatja egyik első áldozata, Paul Owen lakását, ahova áldozatainak megcsonkított tetemét rejtette. Legnagyobb meglepetésére egy tökéletesen tiszta, bútorozott lakást talál, ahol semmi nyomuk a bomló hulláknak. Összetalálkozik egy ingatlanügynökkel is, aki reményteli vevőknek mutatja éppen a lakást, és aki elküldi Batemant a helyszínről: vagy azért, mert tisztában van a gyilkosságokkal és el akarja rejteni ezt a vevők elől, vagy azért, mert Bateman nem is követett el semmit.
A könyv utolsó fejezetében Bateman konfrontálódik Harold Carnes nevű kollégájával, akinek az üzenetrögzítőjére korábban megvallotta bűneit. Carnes, aki valaki másnak hitte Bateman hangját, szórakoztatónak, jó viccnek tartja az egészet. Azonban kérdőre is vonja Batemant, hogy pont neki vallotta meg a bűneit, és azzal is megvádolja, hogy túl gyáva a gyilkosságokhoz. Amikor Bateman rákérdez Paul Owen eltűnésére, aki első áldozatai között volt, és akit munkahelyi vetélkedés miatt tett el láb alól, Carnes teljesen váratlanul azt válaszolja, hogy a múlt héten ebédelt vele Londonban. A helyzetet bonyolítja, hogy nem is biztos, hogy ugyanarról a személyről beszélnek – a felcserélt identitás egyébként a regény egyik fő motívuma. Az, hogy Bateman valóban elkövette-e a gyilkosságokat, vagy pedig csak egy elmebeteg fantáziájában léteznek, olyan kérdés, amire az olvasó már nem kap egyértelmű választ.
|  | Itt a vége a cselekmény részletezésének! |

## Szereplők

### Főszereplők
- Patrick Bateman – A regény főszereplője, narrátora. Bateman yuppie, rasszista, homofób befektetési bankár, aki egyre kevésbé tud uralkodni erőszakos hajlamain.
- Evelyn Williams – Bateman menyasszonya.
- Timothy Price[2] – Bateman legjobb barátja és kollégája.
- Paul Owen[3] – Bateman kollégája, aki később Bateman áldozata lesz.
- Jean – Bateman titkárnője, aki beleszeret főnökébe.
- Luis Carruthers – Titkon homoszexuális munkatárs, aki szintén szerelmes Batemanba, ami visszataszítja Batemant.
- Courtney Lawrence[4] – Luis barátnője, aki Batemannal lép félre.
- Craig McDermott – Bateman kollégája, egy négyes csapat tagja, akik együtt szoktak partizni Batemannal, Price-szal és Van Pattennel.
- David Van Patten – Bateman kollégája és haverja.

### Mellékszereplők
- Christie – prostituált, akit Bateman több alkalommal is szexuálisan kihasznál.
- Marcus Halberstram – Bateman kollégája.
- Donald Kimball – magándetektív, aki Paul Owen eltűnését vizsgálja.
- Alison Poole – Bateman egyik szeretője és szexuális áldozata. Neve felbukkan Ellis barátjának, Jay McInerney Story of My Life című regényében.[5] Emellett Ellis egyik későbbi regényében, a Glamorama-ban is feltűnik, ahol a főszereplő, Victor Ward párja.
- Sean Bateman – Bateman öccse.
- Paul Denton – Paul Owen barátja, aki szintén feltűnik A vonzás szabályai-ban, ahol szintén romantikus kapcsolat fűzi Seanhoz.
- Christopher Armstrong – Bateman kollégája.
- Bethany – Bateman egyik régi barátja, akit egy randi után különösen kegyetlen módon gyilkol meg.

## Bateman személyisége
Első pillantásra Bateman élete testesíti meg milliók álmát, a sikeres manhattani yuppie gondtalan életét: jó háttérrel rendelkezik, jó iskolákba járt, gazdag, népszerű a nők körében, divatosan öltözködik, nagy családja van, jól fizető állása és egy divatos, sikkes környéken egy szép lakásban él. Első látásra kifinomult, intelligens, érzékeny fiatalember. De csak első látásra – mert titokban gyilkos, aki megkínozza és kegyetlenül meggyilkolja áldozatait, erőszakos szexre kényszeríti a nőket, esetenként felfalja áldozatait és hullákkal közösül. Bateman limuzinokban járja az utcákat és így keresi következő áldozatát.
Bateman kifejezetten érzékeny a divatra, kényes a jó öltözködésre és szakértőnek tűnik a legutolsó divatirányzatok és a trendi fogyasztási cikkek terén is. Elbeszélésében a legapróbb részletekig leírja mások tulajdonát, különös figyelmet szentelve az öltözéküknek, még a tolluk és a zsebkendőjük sem kerüli el a figyelmét. Általában nagyobb figyelmet szentel a ruha tervezőjének, a vásárlás helyének és a ruhadarab stílusának, mint a ruha színének vagy anyagának. Bateman kapásból képes megválaszolni kollégái vagy ismerősei kérdéseit és elmagyarázni a különbséget az ásványvizek márkái között, melyik nyakkendőcsomó kevésbé terebélyes a Windsor-csomónál és hogyan kell viselni a díszövet a szmokinggal.
Batemant a Pierce & Pierce befektetési bank alkalmazza, de látszólag feleslegesen. Apja birtokolja a cég nagy részét (amit barátnőjével folytatott beszélgetése alatt fed fel). Amikor megkérdezik, hogy mégis miért dolgozik, vonakodva belvallja: csak szeretne beilleszkedni. Nem szükséges dolgoznia, hiszen mindene megvan, rendszerint késve ér a munkahelyére és hosszú ebédszüneteket tart. Ennek ellenére irigykedik kollégáira, mert sikeresebbek nála, vagy egy jelenetben kétségbeesik, amikor egyik barátja névjegyét meglátja – mert azon vízjel van.

## Gyilkosságok
Az Amerikai psycho Ellis egyik legellentmondásosabb és leginkább kritizált regénye volt, mivel igen részletes és élethű leírást adott Bateman gyilkosságairól. Az esetek többségében szexuális aktusra vagy kínzásra is sor került, amit szintén igen élethűen ábrázolt Ellis. A gyilkosságok nagy részében az áldozatot, egyes esetekben a nemi szerveket megcsonkítja. Ellis arról is részletes leírást adott, mikor a gyilkosság után Bateman megvizsgálja az áldozat belső szerveit, beleértve azokat a részeket is, amikor megfőzi és megeszi áldozata testrészeit. Bateman egy esetben elmondja, hogy megpróbált fasírozottat csinálni egy lányból, de annyira frusztrált lettem, hogy ehelyett egész délután a falakra kentem a húsát és a testéről lefejtett bőrdarabokon rágódtam. Egy másik jelenetben Bateman egy fiatal fiút gyilkolt meg a New York-i állatkertben.

## Viták, problémák a regénnyel kapcsolatban
A regényt eredetileg a Simon & Schuster amerikai kiadóvállalat jelentette volna meg 1991 márciusában, de a regény tartalma – elsősorban a gyilkosságok – miatt elálltak a tervtől. Ekkor a Vintage Books kiadóvállalat vásárolta meg a regény kiadásának jogát és egy, az eredeti kéziraton alapuló, de rövidített változatot jelentetett meg.
- Ellis az Amerikai psycho megjelenése után számos halálos fenyegetést és gyűlölködő levelet kapott.[6][7]
- Gloria Steinem feminista aktivista volt azok egyike, akik ellenezték Ellis könyvének kiadását, mert az a nők felé irányuló erőszakot ábrázolt. Steinem emellett Christian Bale színész mostohaanyja, aki a regény filmadaptációjában Batemant játszotta.
- Németországban a könyvet "kiskorúakra ártalmas" kategóriába sorolták, és 1995–2000 között jelentősen korlátozták eladását és a könyv reklámozását is.
- Ausztráliában a könyvet csak fóliázva és csak 18 éven felüli vásárlóknak lehet eladni. A könyv elméletileg be is van tiltva Queensland államban. Ennek ellenére Brisbane-ben a könyv továbbra is elérhető nyilvános könyvtárakban (csak 18 éven felüli olvasóknak) és meg is lehet rendelni a könyvesboltokban. A Queenslandi Egyetemen az egyetemi könyvtár is tart belőle példányokat, de csak a hallgatók kölcsönözhetik, a nyilvánosság számára nem hozzáférhető helyen tárolják.
- Új-Zélandon a könyv szintén 18 éven felüli besorolást kapott, 18 éven aluliaknak nem lehet értékesíteni vagy kölcsönözni. A boltokban általában szintén csak fóliázva lehet kapni.

## Magyarul
- Amerikai psycho; ford. Bart István, utószó Bán Zsófia; Európa, Bp., 1994 ISBN 963-07-5737-0